# Peterspenning
Peterspenning kallas bruket att lekmän inom den romersk-katolska kyrkan bidrar finansiellt till den heliga stolen. 
Medan det kontinuerliga tiondet går till den lokala församlingen eller stiftet, går peterspenningen direkt till Rom. Bruket har sitt ursprung från 700-talet då anglosaxarna beslutade sig att sända en årlig summa till påven i Rom. På latin kallas penningen Denarius Sancti Petri.
Skatten, som utgjordes av en penning, en medeltida myntenhet, erlades före reformationen av jordägare i södra och mellersta Sverige, och ansågs tillförsäkra den betalande aposteln Petrus beskydd. I Sverige infördes pålagan år 1153 efter beslut vid ett kyrkomöte i Linköping. Sista kända indrivningen av Peterspenning i Sverige skedde möjligen 1515.